# Hylodesmum leptopus
Hylodesmum leptopus là một loài thực vật có hoa trong họ Đậu. Loài này được (Benth.) H.Ohashi & R.R.Mill mô tả khoa học đầu tiên.